# Puccinia ferox
Puccinia ferox ist eine Ständerpilzart aus der Ordnung der Rostpilze (Pucciniales). Der Pilz ist ein Endoparasit der Korbblütlergattung Verbesina. Symptome des Befalls durch die Art sind Rostflecken und Pusteln auf den Blattoberflächen der Wirtspflanzen. Sie ist in Süd- und Mittelamerika verbreitet.

## Merkmale

### Makroskopische Merkmale
Puccinia ferox ist mit bloßem Auge nur anhand der auf der Oberfläche des Wirtes hervortretenden Sporenlager zu erkennen. Sie wachsen in Nestern, die als gelbliche bis braune Flecken und Pusteln auf den Blattoberflächen erscheinen.

### Mikroskopische Merkmale
Das Myzel von Puccinia ferox wächst wie bei allen Puccinia-Arten interzellulär und bildet Saugfäden, die in das Speichergewebe des Wirtes wachsen. Die Spermogonien und Aecien der Art sind unbekannt. Gleiches gilt für ihre Uredien, möglicherweise werden sie nicht ausgebildet. Die beidseitig auf den Oberflächen der Wirtsblätter wachsenden Telien der Art sind dunkel zimtbraun, zusammenfließend, pulverig und unbedeckt. Die hell zimt- bis goldbraunen Teliosporen sind zweizellig, in der Regel ellipsoid, warzig und meist 33–46 × 22–28 µm groß. Ihre Stiele sind bräunlich.

## Verbreitung
Das bekannte Verbreitungsgebiet von Puccinia ferox reicht von Mexiko über Costa Rica bis Kolumbien und Venezuela.

## Ökologie
Die Wirtspflanzen von Puccinia ferox sind verschiedene Scheinastern (Verbesina spp.). Der Pilz ernährt sich von den im Speichergewebe der Pflanzen vorhandenen Nährstoffen, seine Sporenlager brechen später durch die Blattoberfläche und setzen Sporen frei. Die Art durchläuft einen Entwicklungszyklus, von dem bisher nur die Telien sowie deren Wirt bekannt sind. Ob sie einen Wirtswechsel vollzieht, lässt sich daher nicht sagen.